# Inname van Hoei
De Inname van Hoei in 1595 was een inname van stad en kasteel Hoei in het Land van Luik door een Staatse troep onder gezag van Charles de Héraugière op 6 februari. De stad werd succesvol ontzet door Spaanse troepen van Fuentes onder leiding van overste La Motte, waardoor de Staatse bezetting moest capituleren op 20 maart.

## Aanloop
Koning Filips II van Spanje wilde Hendrik niet als koning van Frankrijk erkennen. Hij gaf als verklaring dat hij niet tegen het volk van Frankrijk oorlog zou gaan voeren, maar uitsluitend tegen Hendrik. Kort daarna brak langs de grenzen het oorlogsgeweld uit. Artesië, de landen die onder gehoorzaamheid van Filips stonden, maar ook het Franse Picardië werd oorlogstoneel. Van Staatse kant werd gezocht naar een mogelijkheid om de kortste weg te vinden om aansluiting te vinden met de troepen van Filips van Nassau die zich met die van Boullion hadden verenigd. Om dat doel te bereiken werden zelfs de rechten van neutrale gebieden geschonden. De beste route liep namelijk dwars over het grondgebied van de bisschop van Luik. Om die route te beheersen was het bezit van een sterke stad en het Fort van Hoei onmiskenbaar. Men was sinds de inname van Breda voornemens Hoei in te nemen, maar een belegering van het kasteel, dat hoog op een rots gebouwd was werd onneembaar geacht. Een stenen brug die door kanonnen gedekt was vanuit het kasteel overspande de Maas. Het plan was om muitende Italianen in stad en kasteel onder te brengen. Die zouden dan samen met hen de Spaanse legers over de zuidelijke grenzen te verdrijven. Charles de Héraugière (dezelfde die de list met het Turfschip van Breda uitvoerde) kreeg de opdracht Hoei in te nemen.

## Beleg
Op 6 februari was Héraugière vertrokken met achttienhonderd man. Op 31 januari was hij in Hoei aangekomen. Het lukte hem om het kasteel te overompelen daarna de stad te bemachtigen. Dertig mannen van Héraugière hadden zich enkele dagen eerder in een huis verstopt onder het kasteel. Dat huis stond precies tegen de rots gebouwd, precies daarboven het kasteel, een kasteelraam bevond zich precies boven dat huis. In de nacht van 6 februari beklommen de mannen de rots waarop het kasteel stond. Bij het kasteel aangekomen kropen ze met een touwladder dat raam in en klommen naar binnen. Binnen wisten zij de geringe en niets vermoedende bezetting te overrompelen. De mannen waren zeer goed bekend met het kasteel en haar gewoonten en waren op de hoogte van bepaalde routines die binnen het kasteel gebruikelijk waren. Zij legden zichzelf in een hinderlaag op een punt waarvan zij wisten dat de bewoners langs zouden komen om naar de mis te gaan. Een voor een werden de voornaamste bewoners overmeesterd, gekneveld en in een hol gesmeten. De volgende morgen stond Héraugière met achttienhonderd man voor de stad, die geen verzet of weerstand durfde te bieden.

## Nasleep

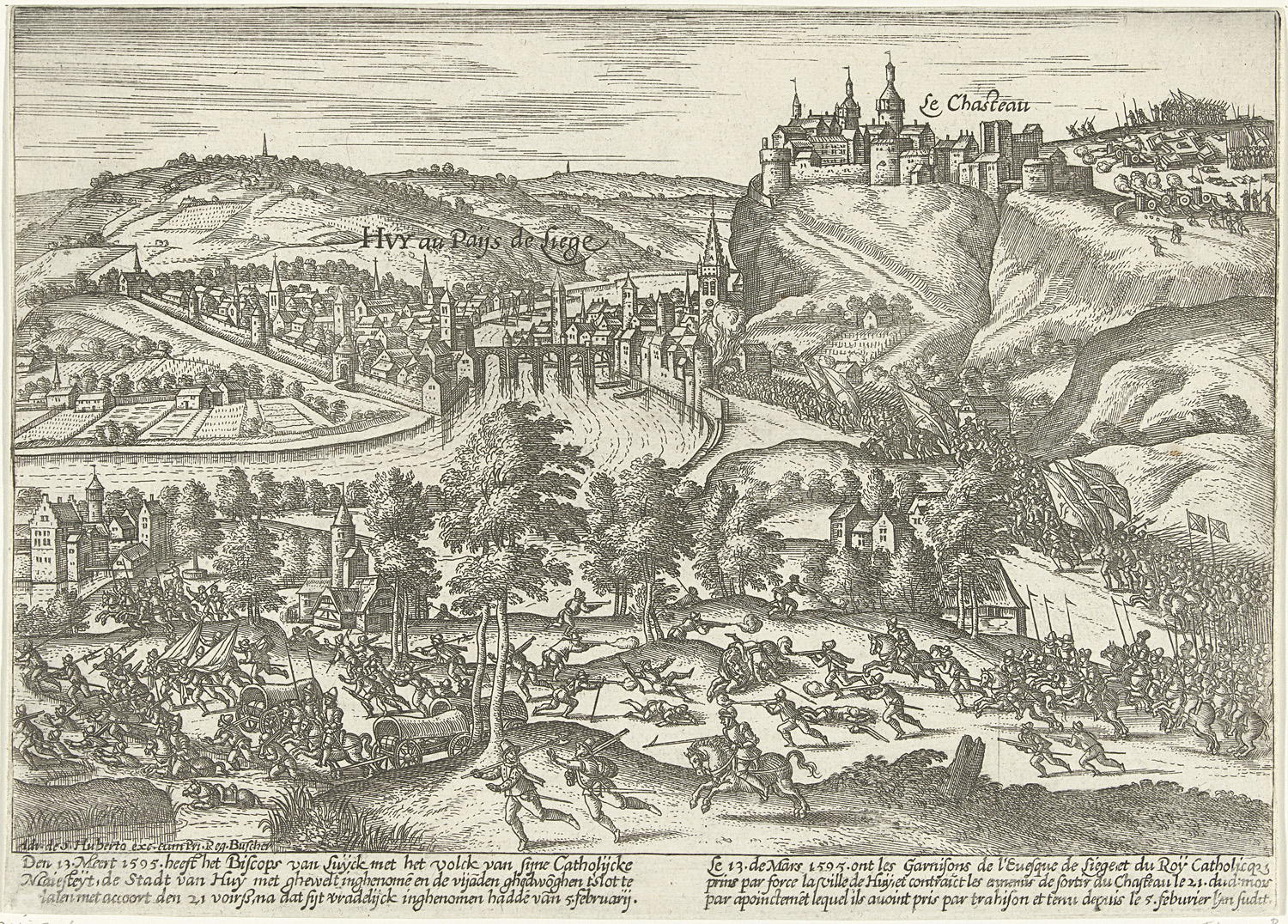
Herovering van Hoei door La Motte

Hoewel Hoei neutraal was in de oorlog werd het toch de dupe daarvan. Kerken werden geplunderd en blootgesteld aan een beeldenstorm, vrouwen en meisjes seksueel misbruikt, rijken afgeperst en armen die geen losgeld konden betalen werden omgebracht. De bisschop beklaagde zich bij de Duitse rijksvorsten, maar die stonden machteloos. De Staten antwoordden dat ze de stad pas zouden verlaten na het sluiten van vrede en als de Spanjaarden de door hun bezette steden verlaten hadden. De bisschop deed toen een beroep op Fuentes. Deze stuurde meteen La Motte met een leger dat met behulp van burgers de stad ging belegeren. De muren van kasteel en stad waren zo zwak dat slechts een schot voldoende was om een bres te schieten, groot genoeg om binnen te kunnen dringen. De Staatsen hadden verzuimd zo'n poging te verhinderen. Héraugière bleek daardoor niet in staat de verdediging te handhaven en moest de stad op 20 maart overdragen tegen een vrije aftocht. Fuentes wilde de stad namens het Spaanse Rijk bezetten, maar Philips beval de stad terug te geven aan de bisschop. Zo mislukte de Staatse onderneming. Door het schenden van de neutraliteit had ook de reputatie van de Republiek een deuk opgelopen.